# Antonia Mesina
Antonia Mesina (Orgosolo, 21 giugno 1919 – Orgosolo, 17 maggio 1935) è venerata come beata dalla Chiesa cattolica, che ne celebra la memoria liturgica il 17 maggio.
Come Maria Goretti, Antonia Mesina, laica socia di Azione Cattolica, venne uccisa mentre si opponeva a un tentativo di violenza sessuale; per questo la Chiesa riconosce in lei una "martire della purezza".

## Biografia

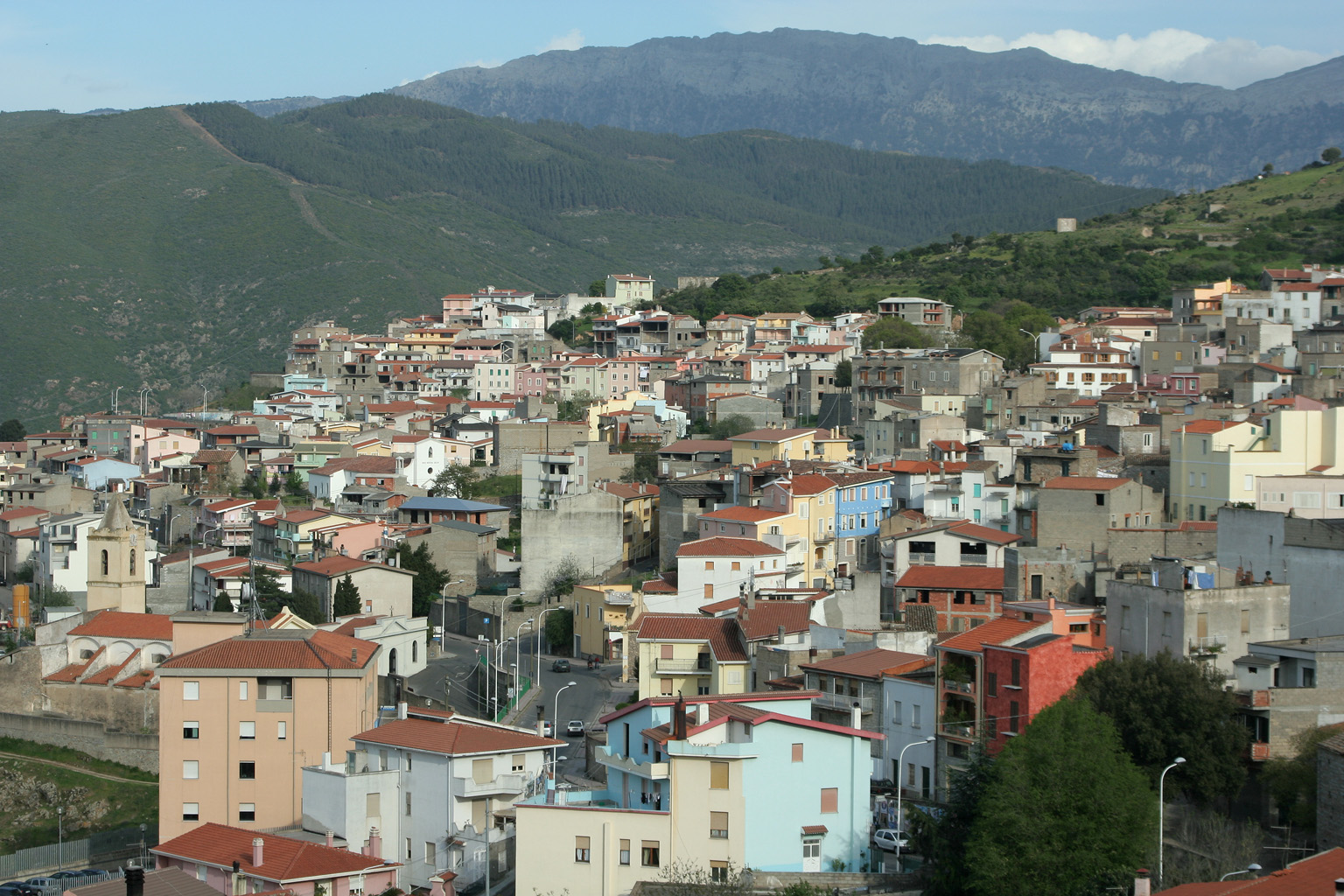
Panorama di Orgosolo. In basso a sinistra è visibile la vecchia parrocchiale del paese, dove Antonia Mesina ricevette i sacramenti. Accanto alla chiesa sorge il cimitero dove la salma della giovane rimase, prima di essere traslata nella cripta della nuova chiesa parrocchiale di San Pietro.

Antonia Mesina nacque a Orgosolo, centro barbaricino in provincia e diocesi di Nuoro. Era la seconda dei dieci figli di Agostino Mesina, guardia campestre, e di Grazia Rubanu. Venne battezzata nella parrocchia di San Pietro e ricevette la Cresima il 10 novembre 1920, dalle mani del vescovo di Nuoro Luca Canepa.
All'età di sette anni ricevette la prima Comunione.
Fece parte della Gioventù Femminile di Azione Cattolica, dal 1929 al 1931 come "beniamina" e dal 1934 come socia effettiva.
La mattina del 17 maggio 1935, dopo aver partecipato alla messa in parrocchia, si recò nelle campagne attorno al paese in cerca di legna, necessaria per la cottura del pane in casa. Per strada incontrò una vicina di casa, Annedda Castangia, in seguito principale testimone dei fatti al processo penale e di beatificazione.
Mentre le due giovani erano impegnate a legare in fasci la legna raccolta, distanti tra loro alcune decine di metri, Antonia Mesina venne aggredita dal giovane compaesano ventunenne Ignazio Catgiu, che la trascinò fra i cespugli e tentò di violentarla. Non riuscendo nel suo intento, Catgiu massacrò la ragazza con 74 colpi di pietra, come appurato dall'autopsia. L'ultimo colpo, inferto con una grossa pietra, le spaccò il cranio e le sfigurò il viso. Antonia Mesina non aveva nemmeno sedici anni quando venne uccisa. I funerali, partecipati da tutta Orgosolo, si tennero il 19 maggio. Il Giudice Istruttore presso il Tribunale di Nuoro che istruì il processo era Francesco Coco, divenuto in seguito Procuratore della Repubblica di Genova e assassinato dalle Brigate Rosse l'8 giugno 1976.
Ignazio Catgiu venne preso e condannato a morte il 27 aprile 1937, sentenza eseguita mediante la fucilazione avvenuta il 4 agosto dello stesso anno a Pratosardo, nel comune di Nuoro.

## Beatificazione
Armida Barelli, che aveva conosciuto Antonia Mesina durante una visita a Orgosolo, il 5 ottobre 1935 informò il papa Pio XI della vicenda, presentando la giovane con queste parole: "Ci permettiamo di presentare il primo fiore della Gioventù Femminile di Azione Cattolica Italiana, il primo figlio reciso dal martirio, la sedicenne Antonia Mesina di Orgosolo, educata alla scuola di Maria Goretti".
Il 22 settembre 1978 papa Giovanni Paolo I diede avvio al processo di canonizzazione. Antonia Mesina, insieme a Pierina Morosini e Marcel Callo, venne beatificata il 4 ottobre 1987 da Giovanni Paolo II.
Le spoglie mortali della beata sono esposte alla venerazione dei fedeli nella cripta della moderna parrocchiale di Orgosolo, nel centro del paese, poco lontano dalla casa natale.